# اسلام آباد درويش خانكا (مقاطعة فارياب)
اسلام‌آباد درويش خانكا (بالفارسية: اسلام‌آباد درویش خانکا) هي قرية تقع في البلدة المركزية في إيران. يقدر عدد سكانها بـ 40 نسمة .